# Потера (квиз)
Потера (енгл. The Chase) јесте награђивани британски телевизијски квиз који се емитује на ITV-у и у коме је домаћин Бредли Волш. Такмичари играју против професионалног квизомана или неког другог генија, познатог као „ловац” или „трагач”, који покушава да их спречи у освајању новчане награде.
Екипа састављена од четири члана покушава да сакупи што више новца одговарајући на брзопотезна питања у трајању од шездесет секунди. Сваки тачан одговор им доноси 1000 фунти (15.000 динара у српској верзији), али им на путу стоји једна особа: геније за квизове звани ловац (The Chaser) илити трагач у српској верзији. Посао ловца је да ухвати сваког такмичара и спречи их да ставе новац у заједничку касу. Ту суму екипа заједнички треба да одбрани у завршној потери (The Final Chase). Уколико их у завршној потери стигне ловац, екипа је изгубила. У противном — уколико такмичари успеју да сачувају заједнички зарађену своту — екипа новац дели између себе.
Изворних шест трагача су: Марк Лабет, Шон Волас, Ен Хагерти, Пол Зиња, Џени Рајан и Дара Енис. Марк Лабет и Шон Волас су ловци од прве сезоне, Ен Хегерти се придружила у другој сезони, Зиња у четвртој, Рајан у деветој и Енис у тринаестој сезони. Изузев у специјалима, само један ловац учествује по епизоди.
Српска верзија Потере приказује се на првом програму Радио-телевизије Србије од 2013. Водитељ је Јован Мемедовић. У српском издању овог квиза појављивало се пет трагача. У првом делу прве сезоне, од октобра 2013, њих четворо: Милорад Милинковић, Маја Лалић, Слободан Нешовић и Урош Ђурић. У другом делу прве сезоне, од марта 2014, више се није појављивао Нешовић. У другој сезони, која је почела почетком новембра 2014, ловци су били Милинковић, Ђурић и позната српска квизашица Милица Јокановић, а Лалићева је напустила квиз. Од 2017. појављује се нови трагач, квизаш Жарко Стевановић. Од септембра 2018. Ђурић се више није појављивао у квизу. Бивши такмичар у српском издању Потере Милан Буквић постао је трагач 2021. Милинковић је био трагач до дванаесте сезоне.  

## Правила квиза

### Појединачне игре
Сваки такмичар у року од једног минута одговара на онолико питања колико је у стању да одговори. Сваки тачан одговор му доноси 1000 фунти (15.000 РСД). Питања су базирана на општем знању.
После овога новац се ставља на пети степеник на табли од седам степеника. Такмичар може остати на тој степеници и играти за новац који је освојио. Такмичар се може приближити или удаљити од Ловца на табли за награду коју му понуди Ловац, мања једно поље ниже а већа једно поље више, пр. (такмичар је освојио 30 000 динара, ловац нуди 5 000 дин за ниже, а 180 000 за више).
Ако се такмичар одлучи за већу награду онда је Ловац два корака иза њега. Ако се одлучи за мању награду онда је Ловац четири корака иза њега.
Када се одлучи за стартну позицију такмичар мора тачно да одговара на питања да би дошао до дна табле (стигао кући) и банкирао новац у заједничку касу тима. Такмичар и Ловац добијају исто питање  у исто време са три понуђена одговора и морају да притисну једно од три дугмета на тастатури да би одговорили. Када једна особа (такмичар или Ловац) одговори, друга особа има пет секунди да одговори или губи право на одговор и рачуна се да није ни одговорио. Сваки тачан одговор води и такмичара и Ловца доле низ таблу по једно поље. Посао Ловца је да ухвати такмичара и избаци га из даљег такмичења, тако што ће се спустити на поље на коме се налази такмичар. Ако такмичар стигне до дна табле његов новац се ставља у касу тима за коначну рунду.
Ако Ловац ухвати сва четири такмичара онда је наградни фонд 4000 фунти и тим мора да изабере једног такмичара да прође у Коначну потеру.	У Србији, правила су другачија. У овом случају, само се један такмичар враћа у финалну потеру и игра са сумом коју је освојио у првих 60 секунди која се после дели на четири такмичара. Такмичари сами бирају ко ће играти у финалној рунди.

### Коначна потера
У последњој рунди преостали такмичари одговарају на што је више могуће питања у року од два минута. Рекорд за највећу освојену разлику је 27 корака (27.02.2013), а најмања 8 корака 18.11.2013. у Србији. За свако члана тима који је прошао даље тим добија једно место испред Ловца (Трагача). Сваки члан тима притиска свој тастер и само он може да одговори. У случају да један такмичар притисне тастер а други одговори, сматра се да нису тачно одговорили. У случају да је остао само један такмичар онда не мора да притиска тастер.
После два минута доводи се Ловац и он сазнаје на колико питања је тим одговорио тачно тј. колико је тим испред њега. Сада Ловац добија два минута да одговори на што више питања. Уколико Ловац погрешно одговори или не зна да одговори на питање, време се зауставља а тим добија шансу да тачно одговори и гурне Ловца уназад један корак. Уколико тим одговори тачно на ловчево питање док он има нула одговора тим добија један корак више. Уколико Ловац ухвати тим, тим губи сав новац и иде кући без ичега. Уколико Ловац не успе да ухвати тим новац се дели једнако између преосталих такмичара.

## Редовне сезоне

### У Уједињеном Краљевству
| Сезона | Сезона | Број епизода | Премијерно емитовање | Премијерно емитовање |
| Сезона | Сезона | Број епизода | Почетак емитовања    | Завршетак емитовања  |
| ------ | ------ | ------------ | -------------------- | -------------------- |
|        | 1      | 10           | 29. јун 2009.        | 10. јул 2009.        |
|        | 2      | 40           | 24. мај 2010.        | 19. јул 2010.        |
|        | 3      | 40           | 3. јануар 2011.      | 25. фебруар 2011.    |
|        | 4      | 60           | 5. септембар 2011.   | 30. јануар 2012.     |
|        | 5      | 120          | 31. јануар 2012.     | 26. октобар 2012.    |
|        | 6      | 150          | 29. октобар 2012.    | 21. новембар 2013.   |
|        | 7      | 150          | 2. септембар 2013.   | 17. новембар 2014.   |
|        | 8      | 150          | 1. септембар 2014.   | 3. јул 2015.         |
|        | 9      | 190          | 22. јун 2015.        | 6. септембар 2016.   |
|        | 10     | 190          | 15. април 2016.      | 24. октобар 2017.    |
|        | 11     | 170          | 25. април 2017.      | 3. септембар 2018.   |
|        | 12     | 170          | 2. март 2018.        | 21. септембар 2020.  |
|        | 13     | 210          | 7. март 2019.        | 12. јануар 2022.     |
|        | 14     | 210          | 4. новембар 2020.    | 30. децембар 2022.   |
|        | 15     | 210          | 27. јануар 2022.     | 5. фебруар 2024.     |
|        | 16     | 160          | 19. април 2023.      |                      |
|        | 17     | 160          | 8. март 2024.        |                      |
|        | 18     | 160          | 28. фебруар 2025.    |                      |

### У Србији
| Сезона | Сезона | Број епизода | Премијерно емитовање | Премијерно емитовање |
| Сезона | Сезона | Број епизода | Почетак емитовања    | Завршетак емитовања  |
| ------ | ------ | ------------ | -------------------- | -------------------- |
|        | 1      | 32           | 28. октобар 2013.    | 9. јун 2014.         |
|        | 2      | 36           | 8. септембар 2014.   | 25. мај 2015.        |
|        | 3      | 30           | 12. октобар 2015.    | 2. мај 2016.         |
|        | 4      | 36           | 19. септембар 2016.  | 29. мај 2017.        |
|        | 5      | 36           | 25. септембар 2017.  | 11. јун 2018.        |
|        | 6      | 31           | 24. септембар 2018.  | 10. јун 2019.        |
|        | 7      | 29           | 23. септембар 2019.  | 27. април 2020.      |
|        | 8      | 36           | 14. септембар 2020.  | 17. мај 2021.        |
|        | 9      | 36           | 20. септембар 2021.  | 30. мај 2022.        |
|        | 10     | 36           | 29. август 2022.     | 5. јун 2023.         |
|        | 11     | 36           | 28. август 2023.     | 29. април 2024.      |
|        | 12     | 36           | 26. август 2024.     | 9. јун 2025.         |

## Признања
| Година | Признање                          | Категорија                             | Исход      | Извор  |
| ------ | --------------------------------- | -------------------------------------- | ---------- | ------ |
| 2013,  | National Television Awards        | Best Daytime Programme                 | Номинација | [ 27 ] |
| 2013,  | Broadcast Awards                  | Best Daytime Programme                 | Освојено   | [ 28 ] |
| 2013,  | TV Guide Awards                   | Best Daytime Programme                 | Номинација | [ 29 ] |
| 2014.  | National Television Awards        | Best Daytime Programme                 | Номинација | [ 30 ] |
| 2015.  | National Television Awards        | Best Daytime Programme                 | Номинација | [ 31 ] |
| 2015.  | Broadcast Awards                  | Best Daytime Programme                 | Номинација |        |
| 2016.  | Broadcast Awards                  | Best Daytime Programme                 | Номинација |        |
| 2016.  | National Television Awards        | Best Daytime Programme                 | Освојено   | [ 32 ] |
| 2017.  | National Television Awards        | Best Daytime Programme                 | Освојено   | [ 33 ] |
| 2017.  | TV Choice Awards                  | Best Daytime Programme                 | Номинација |        |
| 2018.  | National Television Awards        | Best Daytime Programme                 | Номинација | [ 34 ] |
| 2018.  | TV Choice Awards                  | Best Daytime Programme                 | Номинација |        |
| 2019.  | National Television Awards        | Best Quiz Show                         | Освојено   | [ 35 ] |
| 2019.  | TV Choice Awards                  | Best Daytime Programme                 | Номинација |        |
| 2020.  | National Television Awards        | The Bruce Forsyth Entertainment Awardњ | Номинација | [ 36 ] |
| 2020.  | TV Choice Awards                  | Best Daytime Programme                 | Номинација |        |
| 2020.  | Broadcast Awards                  | Best Daytime Programme                 | Номинација |        |
| 2021.  | Broadcast Awards                  | Best Daytime Programme                 | Номинација |        |
| 2021.  | National Television Awards        | Best Quiz Gameshow                     | Освојено   |        |
| 2021.  | National Television Awards        | Best Daytime                           | Номинација | [ 37 ] |
| 2021.  | TV Choice Awards                  | Best Daytime                           | Номинација |        |
| 2021.  | TRIC Awards                       | Best Daytime                           | Номинација |        |
| 2021.  | British Academy Television Awards | Best Daytime                           | Номинација | [ 38 ] |
| 2022.  | British Academy Television Awards | Best Daytime                           | Освојено   |        |
| 2022.  | National Television Awards        | Best Quiz Gameshow                     | Освојено   |        |
| 2022.  | National Television Awards        | Best Daytime                           | Номинација |        |
| 2022.  | TRIC Awards                       | Best Game Show                         | Освојено   |        |
| 2022.  | TV Choice Awards                  | Best Daytime Show                      | Освојено   |        |
| 2023.  | Broadcast Awards                  | Best Daytime Programme                 | Номинација |        |
| 2023.  | TRIC Awards                       | Best Game Show                         | На чекању  |        |

## Рекорди
На дан 4. јануара 2021. постављен је рекорд у српској верзији квиза у износу од 1.080.000 динара. Тим су чинила тројица студената и професор, а на месту трагача био је Жарко Стевановић. Тај рекорд је обаран више пута: 19. септембра 2022. (1.175.000 динара), 14. новембра 2022. (1.700.000 динара) и 25. децембра 2023. (1.740.000 динара).

## Трагачи

### У Уједињеном Краљевству
- Марк Лабет (2009—данас) — Појавио се у  Mastermind, University Challenge, 15 to 1, и Who Wants to Be a Millionaire? , део победничког тима на Only Connect, представљао Велс од 2005 до 2007 на Европском шампионату у квизу.  Надимак му је Звер (енгл. The Beast).
- Шон Волас (2009—данас) — Појавио се у 15 to 1, Beat the Nation, Brainteaser, Greed, победник Mastermind, финалиста Are You an Egghead?. Надимци: Црни разарач (енгл. The Dark Destroyer), Адвокат (енгл. The Barrister), Правни орао (енгл. The Legal Eagle) и The Mastermind.
- Ен Хагерти (2010—данас) — Појавила се у Mastermind (два пута),15 to 1, Today's the Day и Brain of Britain; полуфиналиста Are You an Egghead?.  Надимци:  Господарица (енгл. The Governess) и Frosty Knickers.
- Пол Зиња (2011—данас) — Појавио се у Are You an Egghead?, Brain of Britain, Mastermind, University Challenge и The Weakest Link. Надимци:  The Sinnerman, Насмејани убица (енгл. The Smiling Assassin) и Сарказам у оделу (енгл. Sarcasm in a Suit).
- Џени Рајан (2015—данас).[43] Појављивао се у Mastermind, Are You an Egghead?, Fifteen to One и The Weakest Link; био је део тима који је био у полуфиналу такмичења University Challenge и био је део победничког тима у Only Connect. Надимци: The Vixen и The Bolton Brainiac.
- Дара Енис (2020—данас). Део победничког тима у Потери из 2017. Такође је истраживач на Универзитету Оксфорд где проучава инсекте. Надимци: The Menace и The Dublin Dynamo.[44]

### У Србији

#### Тренутни
- Милица Јокановић (2014—данас) — дипломирани правник, позната квизашица, победник једног циклуса квиза Слагалица, учесник у „Високом напону” и „Великом изазову”, као и учесник прве сезоне Потере. Прикључила се у другој сезони. У најави описивана као: „Милица Јокановић, животна филозофија јој је да у све сумња осим у своје знање”, као и „Када она игра шах, свака фигура је дама” и „Памет је женског рода”. Надимак: Принцеза од знања
- Жарко Стевановић (2017—данас) — програмер. Био је студент Факултета организационих наука у Београду. Био је шампион Суперслагалице, као и државни шампион у квизингу на такмичењима што организује Српска Квиз Асоцијација. Надимак: Светски шампион у квизу.
- Милан Буквић (2021—данас) — политиколог и студент филозофије, најмлађи ловац. Дипломирао је на Факултету политичких наука у Београду, а тренутно је на мастер студијама филозофије у Новом Саду. Два пута се појављивао у Потери као такмичар, први пут са 18 година и други пут четири године касније. Током другог наступа у квизу, у последњој игри сам је одговорио на двадесет и два питања и донео победу своме тиму. Надимак: Дечко који обећава.

#### Бивши
- Милорад Милинковић (2013—2025) — филмски редитељ. Имао је однос победа и пораза у првој сезони 8 : 3, с једанаест снимљених емисија. Није се појављивао у квизовима. У најави су га описивали: „Милорад Милинковић, груб глас, висок стас, а ни душа није мека”, „Милорад Милинковић, има габарит, има тон, шта нема? Нема среће на спортској прогнози”, „Милорад Милинковић, потера је његов омиљени жанр, прво је тражио срећ(к)у, а сада у квизу знања, срећа му није ни потребна”, алудирајући на његов познати филм Потера за срећ(к)ом. Надимак: Мистер Велики.
- Урош Ђурић (2013—2018) — сликар и глумац. Имао је однос победа и пораза у првој сезони (2013−2014. год) 6:5, са 11 емисија. Није се појављивао у квизовима. У најави су га описивали: „Денди, Урош Ђурић, тај човек није лак, са осмехом има мањак, на табли држи корак, а за крај спрема осмех, горак”, „Урош Ђурић, још му се није остварила највећа жеља из детињства, а то је да порасте” (алудирајући на његову висину), „Урош Ђурић, избегава да иде на општа места, јер је врло посебан” (алудирајући на његову дугу белу косу и на бело одело које носи). Надимак: Денди, Рудолф Ђурић (од специјалне новогодишње емисије 2. јануара 2015. у којој је играо маскиран као ирвас)
- Маја Лалић (прва сезона) — архитекта, члан Менсе
- Слободан Нешовић (део прве сезоне) — аналитичар, новинар

### У Хрватској

#### Тренутни
- Деан Котига (2013—данас)
- Морана Зибар (2013—данас)
- Крешимир Сучевић-Међерал (2016—данас)
- Младен Вукорепа (2017—данас)

#### Бивши
- Мирко Миочић (2013 — март 2016)

## Међународне верзије
- Србија. Од 28. октобра 2013. под називом Потрага за другу серију преименовано у „Потера”. Водитељ је Јован Мемедовић.
- Хрватска. Од 27. октобра 2013. под називом Потјера. Водитељ Тарик Филиповић, ловци: Мирко Миочић (преминуо 2017), Деан Котига, Крешимир Међерал Сучевић, Младен Вукорепа и Морана Зибар.

Oд 16. септембра 2019. водитељ постаје Јошко Локас, јер Тарик Филиповић почиње да води нову, повратничку сезону квиза "Тко жели бити милијунаш", након 10 година паузе.
- САД. Од 6. августа 2013, назив оригинални, водитељка: Брук Бурнс, ловац: Марк Лабет
- Русија. Од 12.11.2012, назив Погониа, ловци: Јуриј Хашимов, Олга Успанова, Александар Едигер, Борис Бурда
- Немачка. Од 08.06.2012
- Турска, од пролећа 2014, назив Такip, ловац Мустафа Диван
- Кина, лето 2014.
- Норвешка, назив Јагет.